# Province de Sud Lípez
La province de Sud Lípez ou province de Sur Lípez est une des 16 provinces du département de Potosí, en Bolivie. Son chef-lieu est la ville de San Pablo de Lípez.
On y trouve le fameux canyon de Tutayoj, où se trouvent des entrepôts rupestres.

## Population
Sa population s'élevait à 4 905 habitants au recensement de 2001. 

## À voir également
- Laguna Blanca
- Lagune Colorada
- Laguna Verde
- Lagune Loromayu
- Lípez
- Sairecabur
- Uturuncu
- Réserve nationale de faune andine Eduardo Avaroa